# 一戸慶乃
一戸 慶乃（いちのへ よしの、1991年8月6日 - ）は、日本の脚本家。スターダストプロモーション関連のSTARDUST CREATORS所属。

## 経歴
俳優専門学校を卒業後、一般企業で派遣社員として勤めながら、舞台やテレビの企画・制作を学ぶためよしもとクリエイティブカレッジに入学。

その授業の一環として、学生舞台の脚本を手掛けたことをきっかけにシナリオ執筆をスタート。

現在は、制作進行中のドラマ・映画の脚本を執筆中。

## 作品

### テレビドラマ
- 金曜ドラマ「ライオンの隠れ家」全11話共同脚本（2024年／TBS）[1]

### 配信ドラマ
- Share your life ?（2022年／テレビ朝日「お願い！ランキング」presentsそだてれび）[1]

## 受賞歴
- 伊参スタジオ映画祭シナリオ大賞2020 奨励賞（『5.2km、群青の街』）[1]
- 第47回城戸賞 準入賞（『寄生虫と残り3分の恋』）[1]
- 第3回恵那峡映画祭シナリオ部門 入賞（『金魚鉢に春』）[1]